# 博托羅阿加鄉
44°08′54″N 25°32′41″E / 44.14833°N 25.54472°E
博托羅阿加鄉（羅馬尼亞語：Comuna Botoroaga, Teleorman），是羅馬尼亞的鄉份，位於該國南部，由特列奧爾曼縣負責管轄，面積102平方公里，海拔高度92米，2007年人口6,067，人口密度每平方公里60人。